# Emberré válás
Emberré válás vagy emberi evolúció alatt azt az evolúciós folyamatot értjük, amely során a Homo sapiens, azaz a mai ember kialakult az emberfélék (hominidák) családjába tartozó őseiből. A folyamat széles tudományos vizsgálódás tárgya, amelynek célja feltárni és megérteni ezt a folyamatot. Az ember evolúcióját számos tudományág tanulmányozza, többek között a genetika, az antropológia, a pszichológia, az etológia és a nyelvészet is.

## A kialakulás menete

### Emberősök
Az ember és a mai élővilág minden egyes faja közös ősökkel rendelkezik, a különbség ebben csak annyi, hogy ez a közös ős mikor élt, és az evolúciós elágazástól milyen irányú és milyen mértékű változások történtek az ágakon. Az állatvilágban legközelebbi rokonaink az emberszabású majmok, ezeknek is az afrikai ága. Az ember tehát a közkeletű félreértéssel ellentétben nem a mai majmoktól származik, hanem a majmok valamennyi típusának és az embernek közös őse volt, és a közös ősök közül az utolsó az afrikai emberszabású majmoknak és az embernek is őse volt.
A tudomány aktuális állása szerint az emberré válás folyamatában először a testi adottságok, anatómiai jellemzők változása következett be. Az Australopithecus afarensis ismert egyedei (Lucy, AL 444-2), valamint egy még ezeknél is korábbi nyomfosszília, egy 3,6 millió éves lábnyomai elárulják, hogy őseink már akkor két lábon jártak, amikor agytérfogatuk még semmivel sem volt nagyobb a mai csimpánzénál. Az Australopithecus tényleges emberelőd voltában ugyan nincs egységes álláspont az antropológusok körében, azonban az mégis világos, hogy a két lábon járás fokozatosan, de mégis nagyon korán megjelent a hominidák körében.
Az emberősöknek tekintett nemekben még nagy a bizonytalanság. A legelső lelet, amely az emberek felé vezető fejlődési vonalhoz tartozhat, a Ramapithecus, azonban a rokonsági kapcsolatok és az elágazások egyelőre nem felderítettek. A Dryopithecus, Oreopithecus és Kenyapithecus is szóba jöhet e korai időkben. Az Oreopithecus esetében már a kétlábúság is felmerülhet. E nemek 14 és 8 millió évvel ezelőtti korok között éltek. A következő ismert láncszem a 8-6 millió éves Rudapithecus.
Szintén bizonytalan rendszertani helyzetűek a Sahelantropus, Orrorin és Ardipithecus nemek.
A két lábon járást egy 2019-ben, a Journal of Geology-ban megjelent tanulmány szerint (szerzője Adrian Melott asztrofizikus) elősegíthette a 123 fényévre lévő Lokális Buborék területén végbement szupernóva robbanások sorozata, amelyek 8 millió éve kezdődtek. A szupernóva robbanások kozmikus sugárzást keltenek, amik az abból a korszakból fellelt vas-60d maradványok alapján milliószor nagyobb energiával rendelkeztek, mint a manapság megszokott kozmikus sugarak. Ez annyira ionizálta a légkört, hogy a villámok gyakorisága a mostani 50-szerese volt. Ez gyakori erdőtüzeket okozott (ezt szénmaradványok igazolják), ahonnan az emberelődöknek menekülniük kellett. Helyükön szavannák jöttek létre, ahol a ragadozókat két lábon állva könnyebb volt észrevenni, így az emberelődök egyre gyakrabban ezt alkalmazták haladás közben is.

### Előemberek
Előembernek nevezzük azokat a típusokat, amiket még nem sorolunk a Homo nembe, de már a hominidákhoz sorolhatók. Közös jellemzőjük, hogy többé-kevésbé felegyenesedve jártak; átlagos agytérfogatuk méret tekintetében átmenetet képez az ősi majmok és a Homo nem korai képviselői (H. habilis) között, koponyájuk és fogazatuk egyaránt tartalmaz „majomszerű” és „inkább emberekre jellemző” elemeket.
Nagy részük az Australopithecus nembe tartozik. E csoport mintegy 8 millió éve jelent meg, és 2 millió éves a legkésőbbi ismert leletük. Az Australopithecusok annyira átmeneti jellegűek, hogy besorolásuk és fajaik körül állandó viták zajlanak .
Az Australopithecusok minden faja két lábon járt, vegyes koszton élhetett, agykoponyájuk űrtartalma nem haladta meg az 500 cm3-t. A kisméretű agy ellenére az Australopithecushoz köthető a kőkorszak kezdete, az eszközhasználat első jelei.

### Ősemberek

A Homo sapiens elterjedése a Földön

2 millió éve jelent meg Kelet-Afrikában az első ismert, az emberek (Homo nem) közé sorolt faj, amelyet ügyes embernek (Homo habilisnak) nevezünk. Agytérfogata nagy volt testéhez képest (a mai ember agytérfogatának kb. a fele), két lábon járt és eszközöket készített.
A felegyenesedett ember (Homo erectus) 1,5 millió éve tűnt fel Afrika és Eurázsia nagy részén a korábbi előembereknél testesebb volt, agytérfogata is nagyobb, és ismerte a tüzet, továbbá kavicseszközöket használt. Nagyobb csoportokban élt, telepei akár 50 fősek is lehettek.
A mai ember a (nem kis mértékben szubjektív nevén) bölcs ember (Homo sapiens) mintegy 300 000 évvel ezelőtt alakult ki. Több alfaja ismert (H. s. neanderthalensis, H. s. presapiens) és körülbelül 30 000 éve[forrás?] megjelent a ma élő ember, a Homo sapiens sapiens alfaj.
Ebben az időszakban az agytérfogat növekedése elképesztően gyors – az eszközkészítésben mégis határozott technikai konzervativizmus uralkodik. Jellegzetes példája ennek a Turkana-tó nyugati partjának két eszközkultúrája, az olduvai-ipar és acheuli-ipar. A két eszközkultúra legalább félmillió éven át létezett egymás mellett, egymástól látótávolságnyira. Az olduvai-kultúra mégsem változott egy szemernyit sem: a lehető legdurvábban megmunkált chopperek (kaparók és marokkövek) ipara semmit sem vett át az acheuli ipar gondosan megmunkált eszközeiből. Egészében úgy tűnik, hogy a kőeszközkészítés technológiai újdonságai hullámokban terjedtek, mint a divat. A Homo nemzetség anatómiájában is hasonló képet mutat: viszonylag kis területen egymástól jelentősen eltérő testalkatú, kinézetű emberek laktak egy időben, így az olduvaiak Homo habilisai és a acheuliak Homo erectusai.

## Az ős- és előemberek osztályozása és ennek problémái

### Az átmeneti alakok
A  vázolt négylépcsős fejlődési modell (australopithecus-habilis-erectus-sapiens) egy végletesen leegyszerűsített, a könnyebb érthetőség kedvéért kategorizált változat. A valóságban az elő- és ősemberek besorolása az őstörténészek által hevesen vitatott terület. „A korai [értsd: a H. erectus megjelenésének kora előtti] leletek elszórtak, töredékesek, de nagyon intenzív kutatások folynak, és sokszor évente változik a paleontológusok véleménye, hogy pontosan milyen sorrendben, milyen közbeeső fajokon keresztül jutunk el a modern Homo sapienshez.”
Ma már nemcsak a Homo nemen belüli fajok, de a Homo és Australopithecus között is átmeneti alakok sokasága ismert, ami nemcsak megnehezíti, de egyenesen lehetetlenné teszi a pontos besorolást. Ahogyan ezt Richard Dawkins a Legnagyobb mutatvány című könyvének Hiányzó láncszem és Eltűnt személyek? fejezeteiben részletesen kifejti, maguknak az átmeneti alakoknak a létezése teljesen természetes jelenség: az evolúció során a folytonosan evolválódó populációkból egy-egy egyedet ismerünk, ezeket a hézagos leleteket típusegyedként leírva kategóriákat állítunk fel, majd az átmeneti alakok besorolása körül állandóak a problémák. A Pithecantropus nem fajait már véglegesen a Homo nembe sorolták át, a Plesiantropus nemet szintén megszüntették és összevonták az Australopithecus nemmel. A Homo nem fajai körül is vita alakult ki: egyesek a Homo georgicus, a Homo florensis, a Homo rudolfensis és a Homo ergaster fajok léte mellett állnak ki, mások tagadják, hogy ezek önálló fajok lettek volna.
Az átmeneti alakok jellegzetes példái a még mindig besorolatlan leletek. Ezek közül néhány:
- KNM ER 1813 1,9 millió éves, Homo nembe tartozik, de a H. habilis típuspéldányaitól eltérő, ezért véglegesen még nem állapították meg, hogy melyik faj példánya. Megnevezései: Australopithecus habilis, Homo habilis, Homo rudolfensis.
- KNM ER 1470 1,9 millió éves, H. habilisként írták le, de felmerült egy új faj felállításának gondolata, ez lenne a H. rudolfensis. Megnevezései: A. habilis, H. habilis, A. rudolfensis, H. rudolfensis. Ez a faj jelenleg ezzel az egy lelettel reprezentált.
- OH 24 (Twiggy) olyannyira problémás, hogy egyes kutatók Australopithecusnak, mások Homonak írják le. Megnevezései: A. habilis, H. habilis.
- KNM WT 15000 (Turkana fiú), megnevezései H. erectus, H. ergaster.

|  |

### További kétségek, nehézségek
Az egyre újabb és újabb régészeti leletek – néhány paleontológus véleménye ellenére – paradox módon nemhogy csökkentették, inkább növelték az emberré válás konkrétabb kérdései körüli bizonytalanságot.
Azonban nem ez az egyetlen probléma. Egy másik tényező a tudománytörténetírás felfogásának csöndes, de a paleoantropológiába is beszivárgó „szociálkonstruktivista fordulata”: egyes tudománytörténészek, illetve néhány paleoantropológus (köztük már a híres-neves Louis Leakey fia, Richard is) észrevette például, hogy a paleoantropológiai cikkek hipotézisei és az emberiség geopolitikai állapotának bizonyos kirívó jellemzői („korszellem”) a cikkek megjelenésének időpontjában, szembetűnő korrelációt mutatnak (pl. nem sokkal a második világháború után, a hidegháborús feszültség évei alatt az Australopithecus tömeggyilkos természetéről születtek cikkek). Ennek alapjára helyezkedve, ma már kevéssé tartható az az álláspont, miszerint a paleoantropológia ugyanolyan biztonsággal képes rekonstruálni a múltat, mint az írott forrásokra alapuló történetírás. Az általános „bizonytalanság” (más szemlélettel: körültekintés, óvatosság) növekedése különösen kirívó az emberré válás problémái körül. Cikkek sora kérdőjelezte már meg pl. az olyan alapvető paradigmákat is, mint pl. hogy a H. habilis és H. erectus marokkövei maguk tényleg használati eszközök lennének, vagy hogy az Australopithecus africanus (teljesen) felegyenesedve járt volna, hogy a különböző helyeken talált H. erectus leletek valóban egy fajba tartoznának-e, vagy hogy az erectus volt-e valóban a H. sapiens őse (az őstörténet objektivista voltát különböző módokon és fokig megkérdőjelező szakemberek egy része „posztprocesszualistának” nevezi magát; de – természetesen – viták és hipotézisek a hasonló posztmodern mozgalmak nélkül is születnek).
A harmadik tényező pedig a fogalomalkotás „metapaleoantropológiai” problémája: magának az embernek a fogalma is konstruált, s így lévén, vitatkozni lehet azon, hogy vajon az emberség fogalmát az ősembertanon belül mihez kössük leginkább – szigorúan az eszközhasználathoz, a felegyenesedve járáshoz, vagy pedig az agytérfogathoz? Más-más kritériumrendszert választva, más-más fajokat sorolhatunk inkább az emberek, vagy inkább a majmok közé.
Ez a probléma abból adódik, hogy az evolúció megszakítatlan folyamat, de az emberi gondolkodás csak kvantált formáját képes értelmezni, megnevezni. A kvantálás az őslénytani anyagban mindig csak támpont, kapaszkodó jellegű. Az evolúciós egységek csak néha esnek egybe a rendszertani kategóriákkal. A taxonok egy adott időpillanat egy adott állapotának mesterséges rögzítettségei, amely kizárólag a leletgyakoriságtól függnek, nem a valódi evolúciós lépésektől. A típuspéldányhoz való alaktani hasonlóság dönti el a rendszertani besorolást, de egyáltalán nem biztos, hogy a típuspéldány éppen az evolúció egy jellegzetes, vagy fontos állomását képviseli.
A rendszerezés alapja a kihalt élővilágban a morfológiai tényezők összevetése. A kihalt élőlények esetében az élő szervezet vizsgálatára nincs mód, viselkedésük és DNS-ük vizsgálhatatlan. Az őslénytanban a taxonoknak gyakorlatilag semmilyen konkrét támpontja sincs, minden rendszerezés azon múlik, hogy egy adott élőlénykörből milyen példányok ismertek és ezek morfológiailag milyen más ismert őslényekhez hasonlóak. A hasonlóság mértéke, az egyes tulajdonságok léte vagy nemléte a döntő. Ezért az őslénytani taxonok gyakorlatilag nem képeznek rendszertant, csak egyfajta szubjektív kategorizálást jelentenek. Ezért tulajdonképpen egyáltalán nem lényeges, hogy az emberré válás útján az egyes leletek milyen taxonokba kerülnek, hanem az a fontos, hogy milyen evolúciós kapcsolatban vannak egymással.

## Elméletek
A vízimajom-elméletben Sir Alister Hardy és Elaine Morgan azt fejti ki, hogy az ember fejlődésének egy korábbi szakaszában geológiai okokból részlegesen vagy teljesen vízben volt kénytelen élni, ennek köszönhető pár másképpen nehezen magyarázható tulajdonságunk ami a többi főemlősre nem jellemző. Ilyen például az hogy az ember majdnem teljesen csupasz ami csak a vízi emlősökre jellemző, a megmaradt szőrszálaink szőrtüszői más (úszás szempontjából előnyösebb) irányba állnak mint a főemlősöknek, lefele álló orrnyílásainkat be tudjuk zárni, izzadunk és az izzadságunk sós miközben a szárazföldi emlősök minél kevesebb víz és só veszteségre törekednek. Az elmélet szerint a tengerparton a vízben élelmet kereső emberelődök egyre beljebb merészkedve – a víz felhajtó erejét is kihasználva – egyenesedtek fel. Ezt az elméletet nagyon sokan vitatják annak következtében, hogy elég kevés rá a tényszerű bizonyíték, leletek pedig a kérdéses időszakból nem nagyon kerültek elő.
A szavanna-elmélet azt feltételezi, hogy a fák mennyiségének jelentős csökkenése folytán a környezet szárazabbá vált. Az erdők megfogyatkozásának időszaka alatt a korai hominidák egy olyan környezethez alkalmazkodtak, ami a mai Afrika egyenlítői vidékeinek köztes állapotban levő részben erdős, részben szavannás területeire emlékeztet. Az elképzelése szerint az élelemgyűjtésben való hatékonyság megőrzéséhez a hominidáknak aránylag nagy távolságra kellett ételt vagy eszközöket szállítaniuk, amit a quadrupedalizmus rendkívül megnehezített volna. A bipedalizmus további fejlődése a korai hominidák számára lehetővé tette, hogy a kezeiket az eszközök megtartására és a föld megművelésére használják, mivel a helyváltoztatáshoz már nem volt rájuk szükségük. Ez az elmélet azonban nem veszi figyelembe azt, hogy az emberi ősöknél az alkalmazkodás már nagyrészt azelőtt végbe ment, mielőtt a szavannák létrejöttek volna. Emellett a föld megművelése jóval későbbi emberi tevékenység. Sok antropológus, például Bernard Wood, Kevin Hunt és Philip Tobias szerint a szavanna-elmélet használhatatlan.
Jelentős tért hódított a dögevés-elmélet, miszerint az észlelhető evolúciós változások dögevő életmódra vezethetők vissza. Ennek elsője Lewis Binford volt még 1981-ben, aki a Bones – Ancient Man and Modern Myths című munkájában fejtette ki az akkor forradalminak, és sokak által (érzelmi alapon) nem elfogadhatónak tartott elméletet. Ugyanebben az évben C.K. Brain a The Hunters or the Hunted? című művében nagyon hasonló következtetésre jutott. Korai elődeink testfelépítésüket tekintve aligha lehettek ügyes vadászok, míg emésztőrendszerünk felépítése vegyes táplálkozásra, így húsevésre is utal. A legkorábbi eszközkészlet is dögevő életmód felé mutat, hiszen ezen eszközök között nyoma sincs vadászfegyvernek, annál több vágó, hasító és kaparó eszköz állt rendelkezésre a dög darabolásához és az üreges csontok feltöréséhez.
A Johanson-White-Lowejoy elmélet bizonyos értelemben a szavanna-elmélet „javított” változata. Eszerint elődeink két lábon jártak már az erdőben is, a szavannára nem a fák kipusztulása, hanem túlzott elszaporodásuk (ti. az előembereké) kényszerítette ki őket. Az elszaporodást közvetett módon viszont a két lábon járás okozta: az anyának a kicsinyek fejletlensége miatt ugyanúgy kellett azokat gondoznia, mint az emberszabású majmoknak, ámde utóbbiakkal ellentétben a „hátamon cipelem a kölyköt, miközben gyűjtögetek” módszer már közel sem volt olyan könnyen megvalósítható, mint a négylábúak esetében. A kölykök gondozása, védelme a nőstény feladata maradt, a hímeknek kellett viszont élelmet keresniük. Hamarosan kialakultak a párok, a szexuális vonzalom állandósulása, ami megoldotta az anya helyhez kötöttségének problémáját; a nagyobb védelem érdekében pedig néhány pár hordába tömörült (egy sikertelenül járt vagy ragadozó által elpusztított vadász/gyűjtögető hím elvesztése így nem jelentette automatikusan az egész család elvesztését is). Viszont így egy anya rögtön több kölyköt is fölnevelhetett. A két lábon járás látszólagos gyengítő hatása, a kvázi monogámia feltalálásával és az egyéni függetlenség feladásával a hordában, ily módon valójában a faj sikeres megsokasodását okozta.

## Beszédképesség
A beszédképesség az egyik elsődleges feltétele az emberi civilizáció kialakulásának. Hogy e folyamat pontosan hogyan zajlott le, az szintén erősen vitatott.
A beszéd kialakulásának feltételeként általában a gégefő és a lágy szájpad egymáshoz viszonyított helyzetét jelölik meg. A gégefő az embernél és a csimpánznál lényegében ugyanolyan, de az embernél e képletek nem érnek össze, csimpánznál viszont légmentesen összezáródnak. Az effajta anatómiai változás gyakorlatilag indokolhatatlan a beszéd fejlődésével, mert a beszéd alapelemeinek megjelenése már csak akkor jöhet szóba, amikor a morfológiai változás lényegében lezajlott. Vagyis fordított oksági összefüggés van: előbb elvált egymástól a gégefő és a lágy szájpad, majd ez tette lehetővé a tagolt beszéd kialakulását. Ha azonban az oksági viszony ilyen, akkor ezt a módosulást erős evolúciós érvekkel kell magyarázni, mivel egyébként életveszélyes: az ember az egyetlen állat a földön, amely ennek következtében nyelés közben képes megfulladni.
Az embernek normál állapotában is könnyebb a szájon a keresztül levegőt venni, bár ekkor még kielégítő az orrlégzés. A legkisebb erőfeszítés azonban zihálást vált ki, amely kizárólag a szájon keresztül történik, és azt használja ki, hogy a szájüreg átmérője, valamint a lágy szájpad és a gégefő közti távolság sokkal nagyobb, mint az orrjárat legszűkebb keresztmetszete. A fizikai megerőltetés és a légzés közti ilyen egyértelmű összefüggés azt mutatja, hogy az ember elvesztette a vadászathoz szükséges anatómiai jellemzőket, gyenge és lassú lett, már csak ilyen módon biztosíthatta a tüdőkapacitása által egyébként megengedett maximális mértékű légcserét. Miután ennek a szelekciós nyomásnak engedve a gégefő és a lágy szájpad eltávolodott egymástól, ugyanez a változás lehetővé tette az artikulációt, vagyis a tagolt beszéd megjelenését.

## Az ember jövőbeni fejlődése
Fontos szem előtt tartani, hogy az emberi evolúció nem egy lezárult folyamat. Vannak pesszimistább gondolkodók, akik szerint a genetikai evolúció „kikapcsolódása” tényleges biológiai veszélyt jelent az emberiségre nézve („Az ember elháziasodása” – Konrad Lorenz). Bár jelenleg a nagy egyedszám és folyamatos keveredés miatt az emberi evolúció igen lelassult, "leállt", a jövőben elképzelhető, hogy lesznek olyan körülmények, amikor egy-egy embercsoport valamilyen "más utat választ". A nagyrasszok különbözősége, valamint a múltban a kacsalábú agaiumbuk kialakulása is ennek példái. 
Az emberi faj jövőbeni biológiai, vagy részben biológiai fejlődése találgatások, vagy művészi elképzelések témája is, pl. Vonnegut Galápagos című regénye, vagy az emberi lélek gépekbe költöztetésének esélyein is gondolkodó transzhumanizmus.